# Stenelutracris
Stenelutracris is een geslacht van rechtvleugeligen uit de familie veldsprinkhanen (Acrididae). De wetenschappelijke naam van dit geslacht is voor het eerst geldig gepubliceerd in 1978 door Carbonell & Descamps.

## Soorten
Het geslacht Stenelutracris omvat de volgende soorten:
- Stenelutracris lignicola Bruner, 1910
- Stenelutracris nigrithorax Carbonell & Descamps, 1978